# Gluviopsis atrata
Gluviopsis atrata är en spindeldjursart som beskrevs av Pocock 1900. Gluviopsis atrata ingår i släktet Gluviopsis och familjen Daesiidae. Inga underarter finns listade i Catalogue of Life.